# Ольховська сільська рада (Шадрінський район)
Ольхо́вська сільська рада (рос. Ольховский сельский совет) — сільське поселення у складі Шадрінського району Курганської області Росії.
Адміністративний центр — село Ольховка.
Населення сільського поселення становить 1354 особи (2017; 1551 у 2010, 1970 у 2002).

## Склад
До складу сільського поселення входять:
| Населений пункт    | Населення, осіб (2002) | Населення, осіб (2010) |
| ------------------ | ---------------------- | ---------------------- |
| Клюкіна, присілок  | 0                      | -                      |
| Ольховка, село     | 1835                   | 1473                   |
| Перунова, присілок | 135                    | 78                     |